# Grand Prix WMRA 2012
Navigation
2011 2013
Le Grand Prix WMRA 2012 est la quatorzième édition du Grand Prix WMRA, compétition internationale de courses en montagne organisée par l'association mondiale de course en montagne.

## Règlement
Le barème de points est identique à l'année précédente. Le calcul est identique dans les catégories féminines et masculines. Le score final cumule les 4 meilleures performances de la saison. Pour être classé, un athlète doit participer à au moins deux épreuves.
| Classement                                | 1er | 2e  | 3e | 4e | 5e | 6e | 7e | 8e | 9e | 10e | 11e | 12e | 13e | 14e | 15e | 16e | 17e | 18e | 19e | 20e | 21e | 22e | 33e | 24e | 25e | 26e | 27e | 28e | 29e | 30e |
| ----------------------------------------- | --- | --- | -- | -- | -- | -- | -- | -- | -- | --- | --- | --- | --- | --- | --- | --- | --- | --- | --- | --- | --- | --- | --- | --- | --- | --- | --- | --- | --- | --- |
| Points pour les championnats et la finale | 120 | 102 | 90 | 84 | 78 | 72 | 66 | 60 | 54 | 48  | 42  | 37  | 32  | 29  | 26  | 23  | 21  | 19  | 17  | 15  | 13  | 11  | 9   | 8   | 7   | 6   | 5   | 4   | 3   | 2   |
| Points pour les autres courses            | 100 | 85  | 75 | 70 | 65 | 60 | 55 | 50 | 45 | 40  | 35  | 30  | 27  | 24  | 22  | 20  | 18  | 16  | 14  | 12  | 10  | 19  | 8   | 7   | 6   | 5   | 4   | 2   | 2   | 1   |

## Programme
Le calendrier se compose de cinq courses.
| Nom de la course                | Distance               | Dénivelé                              | Pays     | Date             |
| ------------------------------- | ---------------------- | ------------------------------------- | -------- | ---------------- |
| Montée du Grand Ballon          | 13,2 km () / 9,0 km () | +1 160 m/-110 m () / +850 m/-110 m () | France   | 17 mai 2012      |
| Course de montagne du Grintovec | 9,6 km                 | +1 975 m                              | Slovénie | 29 juillet 2012  |
| Harakiri-Run                    | 10,4 km                | +1 170 m                              | Autriche | 5 août 2012      |
| Championnats du monde           | 14,1 km () / 8,8 km () | +1 150 m () / +760 m ()               | Italie   | 2 septembre 2012 |
| Course de Šmarna Gora           | 10 km                  | +710 m/-340 m                         | Slovénie | 6 octobre 2012   |

## Résultats

### Hommes
Le tenant du titre Ahmet Arslan remporte la première manche au Grand Ballon en devançant les Italiens Gabriele Abate et Alex Baldaccini. La course de montagne du Grintovec compte comme championnats de Slovénie de course en montagne. L'Érytréen Azerya Teklay remporte la victoire devant Ahmet Arslan. Nejc Kuhar complète le podium et décroche le titre national. Azerya Teklay remporte ensuite la victoire à la course Harakiri-Run devant son compatriote Abrahm Kidane. L'Érytréen Petro Mamu s'impose aux championnats du monde à Ponte di Legno. Son compatriote Teklay décroche la médaille d'argent. Lors de la finale à Šmarna Gora, Alex Baldaccini s'impose d'un cheveu devant Azerya Tekley et signe le nouveau record du parcours en 41 min 32 s. Azeria remporte le classement du Grand Prix et Alex se classe deuxième.
- Championnats et finale (120 points au vainqueur)

| Course                          | Vainqueur       | Deuxième       | Troisième       |
| ------------------------------- | --------------- | -------------- | --------------- |
| Montée du Grand Ballon          | Ahmet Arslan    | Gabriele Abate | Alex Baldaccini |
| Course de montagne du Grintovec | Azerya Teklay   | Ahmet Arslan   | Nejc Kuhar      |
| Harakiri-Run                    | Azerya Teklay   | Abraham Kidane | Isaac Kosgei    |
| Championnats du monde           | Petro Mamu      | Azerya Teklay  | Andreï Safronov |
| Course de Šmarna Gora           | Alex Baldaccini | Azerya Teklay  | David Schneider |

### Femmes
L'Italienne Valentina Belotti s'impose à la montée du Grand Ballon en terminant devant les Britanniques Emma Clayton et Sarah Tunstall. La Tchèque Iva Milesová remporte la victoire au Grintovec. Elle devance Emma Clayton et Mateja Kosovelj qui est sacrée championne de Slovénie de course en montagne. L'Autrichienne Sabine Reiner s'impose sur le parcours abrupt de la course Harakiri-Run. Pratiquement absente en course en montagne en raison de sa participation au marathon des Jeux olympiques d'été de 2012, l'Autrichienne Andrea Mayr effectue un retour gagnant en décrochant sa quatrième couronne mondiale à Ponte di Legno. La favorite locale, Valentina Belotti, décroche la médaille d'argent. Mateja Kosovelj s'impose à domicile en remportant sa troisième victoire à la course de Šmarna Gora. Elle termine troisième du classement de la Coupe derrière Iva Milesová. L'Italienne Belotti décroche la troisième marche du podium derrière Stevie Kremer et remporte ainsi le classement du Grand Prix.
- Championnats et finale (120 points au vainqueur)

| Course                          | Vainqueur         | Deuxième              | Troisième         |
| ------------------------------- | ----------------- | --------------------- | ----------------- |
| Montée du Grand Ballon          | Valentina Belotti | Emma Clayton          | Sarah Tunstall    |
| Course de montagne du Grintovec | Iva Milesová      | Emma Clayton          | Mateja Kosovelj   |
| Harakiri-Run                    | Sabine Reiner     | Joyce Jemutai Kiplimo | Renate Rungger    |
| Championnats du monde           | Andrea Mayr       | Valentina Belotti     | Morgan Arritola   |
| Course de Šmarna Gora           | Mateja Kosovelj   | Stevie Kremer         | Valentina Belotti |

## Classements
| Rang          | Nom             | Course 1 | Course 2 | Course 3 | Course 4 | Course 5 | Points |
| ------------- | --------------- | -------- | -------- | -------- | -------- | -------- | ------ |
| Médaille d'or | Azerya Teklay   |          | 100      | 100      | 102      | 102      | 404    |
| 2             | Alex Baldaccini | 75       |          | 60       | 72       | 120      | 327    |
| 3             | Gabriele Abate  | 85       |          | 70       | 78       | 72       | 305    |
| 4             | Ahmet Arslan    | 100      | 85       |          |          | 48       | 233    |
| 5             | Abraham Kidane  |          | 70       | 85       |          |          | 155    |
| 6             | Mitja Kosovelj  |          |          |          | 42       | 84       | 126    |

| Rang          | Nom               | Course 1 | Course 2 | Course 3 | Course 4 | Course 5 | Points |
| ------------- | ----------------- | -------- | -------- | -------- | -------- | -------- | ------ |
| Médaille d'or | Valentina Belotti | 100      |          | 65       | 102      | 90       | 357    |
| 2             | Iva Milesová      | 65       | 100      | 45       |          | 72       | 282    |
| 3             | Mateja Kosovelj   |          | 75       |          | 72       | 120      | 267    |
| 4             | Emma Clayton      | 85       | 85       | 50       |          |          | 220    |
| 5             | Sabine Reiner     |          |          | 100      | 78       |          | 178    |
| 6             | Stevie Kremer     |          |          |          | 66       | 102      | 168    |